# Chiaravalle Centrale
Chiaravalle Centrale är en ort och kommun i provinsen Catanzaro i regionen Kalabrien i Italien. Kommunen hade 5 512 invånare (2018).